# أناباسينات
الأناباسينات (الاسم العلمي:Anabantoidei) هي فوق فصيلة من الأسماك تتبع رتبة أناباسيات الشكل من شوكيات الزعانف.

## التصنيف
- الأناباسية
  - مشطية الوصاد
  - مشطية الوصاد الصغيرة